# Bobrówek
Bobrówek (707 m n.p.m.) – piaskowcowa baszta skalna w południowo-zachodniej Polsce, w Górach Stołowych.

## Położenie
Duża skała położona jest w południowo-wschodniej części Parku Narodowego Gór Stołowych, na północ od Skały Józefa oraz na zachód od osiedla Batorów, należącego do wsi Szczytna.

## Szlaki turystyczne
Na południe od skały przebiegają szklaki:
- droga Szklary-Samborowice – Jagielno – Przeworno – Gromnik – Biały Kościół – Żelowice – Ostra Góra – Niemcza – Gilów – Piława Dolna – Góra Parkowa – Bielawa – Kalenica – Nowa Ruda – Przełęcz pod Krępcem – Sarny – Tłumaczów – Gajów – Radków – Skalne Wrota – Pasterka – Przełęcz między Szczelińcami – Karłów – Lisia Przełęcz – Białe Skały – Skalne Grzyby – Batorówek – Batorów – Skała Józefa – Duszniki-Zdrój – Schronisko PTTK „Pod Muflonem” – Szczytna – Zamek Leśna – Polanica-Zdrój – Łomnicka Równia – Huta – Bystrzyca Kłodzka – Igliczna – Międzygórze – Przełęcz Puchacza
- Polanica-Zdrój – Batorów – Skała Józefa – Skały Puchacza – Karłów[1].